# Maevatanana
Maevatana (Früher Suberbieville) ist eine Stadt und Hauptort der Region Betsiboka in Madagaskar.

## Geographie
Die Stadt liegt am Fluss Ikopa und der Nationalstraße 4 Mahajanga – Antananarivo.

## Geschichte
1885 wurde Madagaskar Frankreich in der Berliner Kongokonferenz als „Interessengebiet“ zugesprochen. Bei den Kämpfen der Eroberung um die Kaffee- und Reisplantagen von Maevatanana verloren neben den Einheimischen auch viele französische Soldaten ihr Leben. Ein Denkmal von 1895, in unmittelbarer Nähe der einzigen Tankstelle von Maevatanana, erinnert an rund 300 gefallene französische Soldaten.
Am 7. Dezember 1895 wurde in der Pariser Zeitschrift Le Temps bekannt gegeben, dass die Firma Decauville für die Errichtung der Decauville-Bahn von Suberbieville dreißig Kilometer Gleise, sechs Lokomotiven und 280 Wagen hergestellt hatte.

## Wirtschaft und Infrastruktur
Die Landwirtschaft stellt mit rund 60 Prozent den wichtigsten Wirtschaftszweig der Gemeinde dar. Die Mehrheit der Bevölkerung der Gemeinde sind Bauern. Die wichtigsten Kulturpflanzen sind Reis, Tabak und Süßkartoffel. Die Fischerei beschäftigt 13 Prozent der Bevölkerung.